# Les Ollières
Les Ollières ist eine Ortschaft und eine ehemalige französische Gemeinde mit 1.043 Einwohnern (Stand: 1. Januar 2022) im Département Haute-Savoie in der Region Auvergne-Rhône-Alpes. Sie war Teil des Arrondissements Annecy.
Mit Wirkung vom 1. Januar 2017 wurden die bis dahin selbstständigen Gemeinden Aviernoz, Évires, Les Ollières, Saint-Martin-Bellevue und Thorens-Glières zu einer Commune nouvelle mit dem Namen Fillière zusammengelegt und besitzen in der neuen Gemeinde den Status einer Commune déléguée. Der Verwaltungssitz befindet sich im Ort Thorens-Glières.

## Geographie
Les Ollières liegt auf 692 m, etwa 10 km nordnordöstlich der Stadt Annecy (Luftlinie). Das Bauerndorf erstreckt sich an aussichtsreicher Lage auf einer breiten Geländeterrasse über dem Tal der Fillière, am Alpenrand nordöstlich des Beckens von Annecy, am Fuß der markanten Gipfelformation der Tête du Parmelan, im Genevois.
Der zentrale Teil des Gebietes wird von einem ausgedehnten, teils mit Wiesland, teils mit Wald bedeckten Plateau am Fuß der Bornes-Alpen eingenommen. Mit 794 m wird auf der Höhe bei Chez les Bois die höchste Erhebung von Les Ollières erreicht. Das Plateau senkt sich gegen Norden und Westen mit relativ sanft geneigten Hängen zum Tal der Fillière ab.
Im Umland befinden sich auch verschiedene Weilersiedlungen und Gehöfte, darunter:
- Le Pra (570 m) auf einem Geländevorsprung über der Mündung des Crenant in die Fillière
- Bémont (670 m) am Südabhang des Plateaus von Les Ollières
- Chez les Bois (760 m) auf dem Plateau von Les Ollières

Nachbarorte von Les Ollières sind Groisy und Thorens-Glières im Norden, Aviernoz im Osten, Villaz im Süden sowie Saint-Martin-Bellevue und Charvonnex im Westen.

## Geschichte
Das Gebiet um Les Ollières war bereits im Neolithikum besiedelt. Erstmals urkundlich erwähnt wird Les Ollières im frühen 15. Jahrhundert. Der Ortsname geht wahrscheinlich auf das altfranzösische Wort olier (Töpfer) zurück.

## Sehenswürdigkeiten
Die Dorfkirche von Les Ollières erhielt ihre heutige Gestalt beim Neubau im 19. Jahrhundert, wobei der Chor des Vorgängerbaus von 1508 mit einbezogen wurde.

## Bevölkerung
| Bevölkerungsentwicklung | Bevölkerungsentwicklung |
| Jahr                    | Einwohner               |
| ----------------------- | ----------------------- |
| 1962                    | 391                     |
| 1968                    | 387                     |
| 1975                    | 434                     |
| 1982                    | 525                     |
| 1990                    | 616                     |
| 1999                    | 737                     |

Im Verlauf des 19. und 20. Jahrhunderts nahm die Einwohnerzahl aufgrund starker Abwanderung kontinuierlich ab (1861 wurden in Les Ollières noch 502 Einwohner gezählt). Seit Beginn der 1970er Jahre wurde jedoch dank der attraktiven Wohnlage und der Nähe zu Annecy wieder eine deutliche Bevölkerungszunahme verzeichnet.

## Wirtschaft und Infrastruktur
Les Ollières war bis weit ins 20. Jahrhundert hinein ein vorwiegend durch die Landwirtschaft geprägtes Dorf. Heute gibt es verschiedene Betriebe des lokalen Kleingewerbes. Ansonsten hat sich das Dorf zu einer Wohngemeinde entwickelt. Viele Erwerbstätige sind Wegpendler, die im Raum Annecy ihrer Arbeit nachgehen.
Die Ortschaft liegt abseits der größeren Durchgangsstraßen, ist aber von der Route nationale 203, die von Annecy nach La Roche-sur-Foron führt, leicht erreichbar. Weitere Straßenverbindungen bestehen mit Aviernoz und Groisy. Der nächste Anschluss an die Autobahn A41 befindet sich in einer Entfernung von rund 10 km.